# Victor Ciocâltea
Victor Ciocâltea (Bucarest, 16 gennaio 1932 – Manresa, 10 settembre 1983) è stato uno scacchista rumeno.
Grande maestro dal 1978, vinse otto volte il Campionato rumeno (1952, 1959, 1961, 1969, 1970, 1971, 1975, 1979).
Partecipò per la Romania a 11 olimpiadi dal 1956 al 1982. Alle olimpiadi di Varna 1962 vinse una partita contro Bobby Fischer.
Tra i principali risultati di torneo, i seguenti primi posti (da solo o ex aequo):
- Sofia 1962
- torneo di Capodanno di Reggio Emilia 1966/67
- Tunisi 1973
- Dortmund 1974, alla pari con László Szabó
- Satu Mare 1979
- Calimanesti 1980
- Val Thorens 1981

Morì a soli 51 anni mentre stava giocando una partita al torneo di Manresa in Spagna.
Dal 1984 si gioca tutti gli anni in suo onore a Bucarest il Ciocâltea Memorial, il torneo più importante della Romania.

## Partite notevoli
- Victor Ciocâltea - Bobby Fischer, Olimpiadi di Varna 1962, Siciliana, B50, 1-0, su chessgames.com.
- Victor Ciocâltea - László Szabó, Amburgo 1965, Spagnola var. Breyer C94, 1-0, su chessgames.com.
- Victor Ciocâltea - Nona Gaprindashvili, Beverwijk 1969, difesa moderna B06, 1-0, su chessgames.com.
- Miguel Quinteros - Victor Ciocâltea, Malaga 1971, est-indiana E62, 0-1, su chessgames.com.